# Adam Greenberg (baseball)
Pour les articles homonymes, voir Adam Greenberg et Greenberg.
Adam Daniel Greenberg (né le 21 février 1981 à New Haven, Connecticut, États-Unis) est un voltigeur de baseball qui a joué pour les Cubs de Chicago en 2005 et les Marlins de Miami en 2012. Atteint par un lancer à sa première apparition au bâton dans les Ligues majeures de baseball, il effectue un retour sept ans plus tard, le temps d'une seule présence officielle au bâton.

## Carrière
Joueur des Tar Heels de l'Université de la Caroline du Nord à Chapel Hill, Adam Greenberg est un choix de neuvième ronde des Cubs de Chicago en 2002. 
Il fait ses débuts dans le baseball majeur avec les Cubs le 9 juillet 2005. Il est appelé comme frappeur suppléant en neuvième manche du match entre Chicago et les Marlins de la Floride. Il est atteint à la tête par un tir du lanceur des Marlins Valerio De Los Santos. Il est immédiatement retiré de la partie. Souffrant d'une commotion cérébrale, Greenberg retourne jouer dans les ligues mineures mais deux ans plus tard les symptômes du syndrome post-commotionnel dont il souffre se font sentir, tel des vertiges et de sérieux maux de tête. Greenberg joue dans les mineures pour des clubs affiliés aux Cubs, aux Dodgers de Los Angeles, aux Royals de Kansas City et aux Angels de Los Angeles jusqu'en 2008, sans revenir dans les majeures. Adam Greenberg est le quatrième joueur de l'histoire à avoir été atteint par un lancer à sa seule apparition au bâton dans les majeures, après Ham Wade pour les Giants de New York de 1907, Harvey Grubb pour les Naps de Cleveland de 1912, Cy Malis des Phillies de Philadelphie de 1937 et Fred Van Dusen des Phillies de 1955. Du groupe, seuls Greenberg et Van Dusen n'ont jamais fait de présence en défensive sur le terrain, et seul Greenberg fut atteint sur le premier (et seul) lancer reçu.
De 2008 à 2011, il évolue pour les Bluefish de Bridgeport, un club de baseball indépendant de l'Atlantic League. En 2012, il joue avec l'équipe de baseball d'Israël qui échoue dans sa tentative de se qualifier pour la Classique mondiale de baseball 2013.
En 2012, la campagne One At Bat et une pétition sont lancées pour convaincre une équipe du baseball majeur d'accorder une seconde chance à Greenberg et l'envoyer au bâton une seule fois, afin que l'incident de 2005 où il fut atteint à la tête ne représente plus son seul passage dans les Ligues majeures. Les Cubs de Chicago, club pour lequel Greenberg avait disputé son seul match, refusent de lui accorder cette chance. Les Cubs indiquent qu'un contrat d'une journée, comme il est proposé, n'existe pas dans les Ligues majeures et que pour faire jouer Greenberg ils devraient retirer un joueur méritant de leur effectif. Enfin, les Marlins de Miami, club contre lequel Greenberg avait joué son seul match 7 ans plus tôt, acceptent de donner au joueur de 31 ans la chance de se présenter au bâton durant leur avant-dernière partie de la saison 2012, le 2 octobre face aux Mets de New York après que le commissaire du baseball Bud Selig eut accepté que les Marlins fassent signer un contrat d'une seule journée à Greenberg,.
Dans le match des Marlins du 2 octobre 2012, Greenberg, est appelé comme frappeur suppléant en sixième manche contre R. A. Dickey des Mets de New York. Sa première présence officielle au bâton en carrière, plus de 7 ans après sa première (et seule) présence dans un match des majeures, se solde par un retrait sur des prises.